# Fußball-Landesliga Niedersachsen 1977/78
Die Landesliga Niedersachsen 1977/78 war die 29. Spielzeit der höchsten Amateurklasse im Niedersächsischen Fußballverband. Sie war eine Ebene unterhalb der drittklassigen Oberliga Nord angesiedelt und wurde in einer Staffel ausgetragen. Sieger wurde zum dritten Mal der VfB Peine.

## Vereine
Im Vergleich zur Saison 1976/77 war die SpVgg Bad Pyrmont aus der Oberliga Nord abgestiegen, während keine Mannschaft aufgestiegen war. Die drei Absteiger Hannoverscher SC, Sportfreunde Salzgitter und Leu Braunschweig wurden durch die beiden Aufsteiger MTV Gifhorn (erstmals in der höchsten Amateurliga Niedersachsens) und VfL Germania Leer (Wiederaufstieg nach zwölf Jahren) ersetzt.
| Verein                     | Stadt                | Kreis               | Qualifikation                                         |
| -------------------------- | -------------------- | ------------------- | ----------------------------------------------------- |
| SpVgg Bad Pyrmont          | Bad Pyrmont          | Hameln-Pyrmont      | Absteiger aus der Oberliga Nord                       |
| VfB Peine                  | Peine                | Peine               | Meister 1976/77                                       |
| TSV Helmstedt              | Helmstedt            | Helmstedt           | 2. Platz 1976/77                                      |
| Hannover 96 Amateure       | Hannover             |                     | 3. Platz 1976/77                                      |
| TuS Lingen                 | Lingen (Ems)         | Emsland             | 4. Platz 1976/77                                      |
| Wolfenbütteler SV          | Wolfenbüttel         | Wolfenbüttel        | 5. Platz 1976/77                                      |
| TuS Celle                  | Celle                | Celle               | 6. Platz 1976/77                                      |
| 1. FC Wunstorf             | Wunstorf             | Hannover            | 7. Platz 1976/77                                      |
| SV/MTV Winsen/Luhe         | Winsen (Luhe)        | Harburg             | 8. Platz 1976/77                                      |
| 1. FC Osterholz-Scharmbeck | Osterholz-Scharmbeck | Osterholz           | 9. Platz 1976/77                                      |
| FC Schöningen 08           | Schöningen           | Helmstedt           | 10. Platz 1976/77                                     |
| FC Schüttorf 09            | Schüttorf            | Grafschaft Bentheim | 11. Platz 1976/77                                     |
| Teutonia Uelzen            | Uelzen               | Uelzen              | 12. Platz 1976/77                                     |
| BV Cloppenburg             | Cloppenburg          | Cloppenburg         | 13. Platz 1976/77                                     |
| VfL Germania Leer          | Leer                 | Leer                | Aufsteiger aus der Verbandsliga Niedersachsen 1976/77 |
| MTV Gifhorn                | Gifhorn              | Gifhorn             | Aufsteiger aus der Verbandsliga Niedersachsen 1976/77 |

## Saisonverlauf
Die Meisterschaft und Teilnahme an der Aufstiegsrunde zur Oberliga Nord sicherte sich der VfB Peine, nachdem er sich in einem Entscheidungsspiel gegen den VfL Germania Leer durchgesetzt hatte. Als Zweit- und Drittplatzierter durften die Leeraner ebenso wie SV/MTV Winsen/Luhe ebenfalls teilnehmen. Alle drei erreichten in ihrer Gruppe nicht den ersten Platz und stiegen somit nicht auf. Da gleichzeitig der SV Meppen aus der Oberliga Nord abgestiegen war, mussten die drei letztplatzierten Mannschaften absteigen. Der 1. FC Osterholz-Scharmbeck verließ die Liga nach zwei Spielzeiten wieder, der BV Cloppenburg nach drei Spielzeiten und Teutonia Uelzen nach zehn Jahren.

### Tabelle
| Pl.               | Verein                     | Sp. | S  | U  | N  | Tore    | Diff. | Punkte |
| ----------------- | -------------------------- | --- | -- | -- | -- | ------- | ----- | ------ |
| 1.                | VfB Peine (M)              | 30  | 15 | 8  | 7  | 056:420 | +14   | 38:22  |
| 2.                | VfL Germania Leer (N)      | 30  | 13 | 12 | 5  | 052:350 | +17   | 38:22  |
| 3.                | SV/MTV Winsen/Luhe         | 30  | 13 | 11 | 6  | 061:460 | +15   | 37:23  |
| 4.                | 1. FC Wunstorf             | 30  | 16 | 5  | 9  | 056:340 | +22   | 37:23  |
| 5.                | Wolfenbütteler SV          | 30  | 13 | 10 | 7  | 053:330 | +20   | 36:24  |
| 6.                | MTV Gifhorn (N)            | 30  | 14 | 8  | 8  | 062:480 | +14   | 36:24  |
| 7.                | TuS Lingen                 | 30  | 13 | 9  | 8  | 054:440 | +10   | 35:25  |
| 8.                | TSV Helmstedt              | 30  | 12 | 7  | 11 | 053:500 | +3    | 31:29  |
| 9.                | FC Schüttorf 09            | 30  | 7  | 14 | 9  | 032:390 | −7    | 28:32  |
| 10.               | SpVgg Bad Pyrmont (A)      | 30  | 8  | 11 | 11 | 056:550 | +1    | 27:33  |
| 11.               | Hannover 96 Amateure       | 30  | 8  | 11 | 11 | 039:450 | −6    | 27:33  |
| 12.               | TuS Celle                  | 30  | 8  | 10 | 12 | 047:520 | −5    | 26:34  |
| 13.               | FC Schöningen 08           | 30  | 11 | 3  | 16 | 056:670 | −11   | 25:35  |
| 14.               | 1. FC Osterholz-Scharmbeck | 30  | 8  | 8  | 14 | 040:550 | −15   | 24:36  |
| 15.               | BV Cloppenburg             | 30  | 5  | 11 | 14 | 028:590 | −31   | 21:39  |
| 16.               | Teutonia Uelzen            | 30  | 3  | 8  | 19 | 023:640 | −41   | 14:46  |
| Stand: Saisonende |                            |     |    |    |    |         |       |        |

| (M) | Staffelsieger der Landesliga Niedersachsen 1976/77    |
| (A) | Absteiger aus der Oberliga Nord 1976/77               |
| (N) | Aufsteiger aus der Verbandsliga Niedersachsen 1976/77 |

## Aufstiegsrunde zur Landesliga
Die vier Meister der Verbandsligen ermittelten im Ligasystem die beiden Aufsteiger in die Landesliga. Die beiden erstplatzierten Mannschaften stiegen direkt auf.
| Pl.               | Verein                                    | Sp. | S | U | N | Tore    | Diff. | Punkte |
| ----------------- | ----------------------------------------- | --- | - | - | - | ------- | ----- | ------ |
| 1.                | Lüneburger SK (Verbandsliga Ost)          | 6   | 3 | 3 | 0 | 010:500 | +5    | 09:30  |
| 2.                | TuS Hessisch Oldendorf (Verbandsliga Süd) | 6   | 2 | 3 | 1 | 012:800 | +4    | 07:50  |
| 3.                | Blau-Weiß Lohne (Verbandsliga West)       | 6   | 2 | 2 | 2 | 005:600 | −1    | 06:60  |
| 4.                | TuS Esens (Verbandsliga Nord)             | 6   | 0 | 2 | 4 | 004:120 | −8    | 02:10  |
| Stand: Saisonende |                                           |     |   |   |   |         |       |        |